# Euthalia pardalina
Euthalia pardalina är en fjärilsart som beskrevs av Otto Staudinger 1886. Euthalia pardalina ingår i släktet Euthalia och familjen praktfjärilar. Inga underarter finns listade i Catalogue of Life.